# Plymstock
Plymstock ist ein Vorort von Plymouth und befindet sich in der englischen Grafschaft Devon, Großbritannien. Nach Angaben einer Volkszählung im Jahr 2001 hat Plymstock 24.103 Einwohner.

## Geschichte
Der Name der Stadt stammt aus dem Angelsächsischen und bedeutet so viel wie „Heiliger Ort am Plym Fluss“ der wiederum nach der Nachbargemeinde Plympton benannt ist. Plymstock befindet sich am östlichen Ufer des Plym Flusses und ist geografisch wie auch historisch ein Teil der South Hams. Zu den South Hams gehören außer Plymstock auch die Nachbargemeinden Billacombe, Elburton, Goosewell, Hooe, Mountbatten, Oreston, Pomphlett, Staddiscombe sowie Turnchapel. Einer Legende zufolge sollen sich die Geister von Mönchen auf dem nahegelegenen Childe’s tomb herumtreiben und eine Totenbahre mit sich ziehen.